# Transmitting Live
Transmitting Live er et livealbum fra den skotske keltiske rockband Runrig fra 1994.

## Spor
1. Ùrlar (Floor) - 2:10
2. Àrd (High) - 6:11
3. Edge Of The World - 5:13
4. The Greatest Flame - 6:18
5. Harvest Moon - 6:11
6. The Wire - 6:13
7. Precious Years - 2:36
8. Every River - 2:48
9. Flower Of The West - 6:39
10. Only The Brave - 4:34
11. Alba (Scotland) - 6:17
12. Pòg Aon Oidhche Earraich (A Kiss One Spring Evening) - 5:04